# Tour préliminaire des éliminatoires du Championnat d'Europe féminin de football 2017
 (avril 2016).
Si vous disposez d'ouvrages ou d'articles de référence ou si vous connaissez des sites web de qualité traitant du thème abordé ici, merci de compléter l'article en donnant les références utiles à sa vérifiabilité et en les liant à la section « Notes et références ».
Cet article donne les résultats détaillés des matchs du tour préliminaire des éliminatoires pour l'Euro 2017 de football féminin.

## Groupe 1
Tous les matchs se déroulent à Orhei ou à Vadul-lui-Voda, en Moldavie.

### Classement
Le règlement est celui de l'UEFA relatif à cette compétition.
| Rang | Équipe     | Pts | J | G | N | P | Bp | Bc | Diff |  | Résultats (▼ dom., ► ext.) |  |     |     |     |
| ---- | ---------- | --- | - | - | - | - | -- | -- | ---- |  | -------------------------- |  | --- | --- | --- |
| 1    | Moldavie   | 6   | 3 | 2 | 0 | 1 | 5  | 1  | +4   |  | Moldavie                   |  | 0-1 | 2-0 | 3-0 |
| 2    | Lettonie   | 4   | 3 | 1 | 1 | 1 | 5  | 5  | 0    |  | Lettonie                   |  |     | 1-1 | 3-4 |
| 3    | Lituanie   | 4   | 3 | 1 | 1 | 1 | 3  | 3  | 0    |  | Lituanie                   |  |     |     | 2-0 |
| 4    | Luxembourg | 3   | 3 | 1 | 0 | 2 | 4  | 8  | -4   |  | Luxembourg                 |  |     |     |     |

Départage des équipes à égalité

| Rang | Équipe   | Pts Groupe | Pts Égalité | Diff Égalité | Bp Égalité | Diff Groupe | Bp Groupe |
| ---- | -------- | ---------- | ----------- | ------------ | ---------- | ----------- | --------- |
| 2    | Lettonie | 4          | 1           | 0            | 1          | 0           | 5         |
| 3    | Lituanie | 4          | 1           | 0            | 1          | 0           | 3         |

- Qualifié pour la phase de groupes
- Éliminé de la compétition

### Résultats et calendrier
Le lien « Rapport » en bas de chaque feuille de match permet de voir davantage de détails vers la source UEFA.
| 4 avril 2015 | Luxembourg                                            | 4 - 3   | Lettonie                                 | CSR Orhei, Orhei                              |                                               |
| 11 h 00 HEC  | Bidermane 44e (csc) · Birkel 60e · Thompson 69e 90+5e | (1 - 1) | Voitāne 17e · Fedotova 57e · Vāciete 72e | Spectateurs : 35 Arbitrage : Simona Ghisletta | Spectateurs : 35 Arbitrage : Simona Ghisletta |
| 11 h 00 HEC  | Rapport                                               |         |                                          | Spectateurs : 35 Arbitrage : Simona Ghisletta | Spectateurs : 35 Arbitrage : Simona Ghisletta |

|             | Moldavie                   | 2 - 0   | Lituanie | Stadionul CPSM, Vadul lui Vodă              |                                             |
| 15 h 00 HEC | Chiper 68e · Porojniuc 85e | (0 - 0) |          | Spectateurs : 400 Arbitrage : Sabine Bonnin | Spectateurs : 400 Arbitrage : Sabine Bonnin |
| 15 h 00 HEC | Rapport                    |         |          | Spectateurs : 400 Arbitrage : Sabine Bonnin | Spectateurs : 400 Arbitrage : Sabine Bonnin |

| 6 avril 2015 | Lituanie                        | 2 - 0   | Luxembourg | CSR Orhei, Orhei                              |                                               |
| 11 h 00 HEC  | Vanagaitė 16e · Imanalijeva 86e | (1 - 0) |            | Spectateurs : 41 Arbitrage : Simona Ghisletta | Spectateurs : 41 Arbitrage : Simona Ghisletta |
| 11 h 00 HEC  | Rapport                         |         |            | Spectateurs : 41 Arbitrage : Simona Ghisletta | Spectateurs : 41 Arbitrage : Simona Ghisletta |

|             | Moldavie | 0 - 1   | Lettonie    | Stadionul CPSM, Vadul lui Vodă                   |                                                  |
| 15 h 00 HEC |          | (0 - 1) | Vāciete 26e | Spectateurs : 250 Arbitrage : Gordana Kuzmanović | Spectateurs : 250 Arbitrage : Gordana Kuzmanović |
| 15 h 00 HEC | Rapport  |         |             | Spectateurs : 250 Arbitrage : Gordana Kuzmanović | Spectateurs : 250 Arbitrage : Gordana Kuzmanović |

| 9 avril 2015 | Luxembourg | 0 - 3   | Moldavie                    | Stadionul CPSM, Vadul lui Vodă              |                                             |
| 14 h 00 HEC  |            | (0 - 1) | Chiper 13e 86e · Andone 87e | Spectateurs : 200 Arbitrage : Sabine Bonnin | Spectateurs : 200 Arbitrage : Sabine Bonnin |
| 14 h 00 HEC  | Rapport    |         |                             | Spectateurs : 200 Arbitrage : Sabine Bonnin | Spectateurs : 200 Arbitrage : Sabine Bonnin |

|             | Lettonie    | 1 - 1   | Lituanie        | CSR Orhei, Orhei                                |                                                 |
| 14 h 00 HEC | Vāciete 70e | (0 - 1) | Imanalijeva 38e | Spectateurs : 60 Arbitrage : Gordana Kuzmanović | Spectateurs : 60 Arbitrage : Gordana Kuzmanović |
| 14 h 00 HEC | Rapport     |         |                 | Spectateurs : 60 Arbitrage : Gordana Kuzmanović | Spectateurs : 60 Arbitrage : Gordana Kuzmanović |

## Groupe 2
Tous les matchs se déroulent à Hamrun, sur l'île de Malte.

### Classement
Le règlement est celui de l'UEFA relatif à cette compétition.
| Rang | Équipe     | Pts | J | G | N | P | Bp | Bc | Diff |  | Résultats (▼ dom., ► ext.) |  |     |     |     |
| ---- | ---------- | --- | - | - | - | - | -- | -- | ---- |  | -------------------------- |  | --- | --- | --- |
| 1    | Géorgie    | 6   | 3 | 2 | 0 | 1 | 10 | 2  | +8   |  | Géorgie                    |  | 2-0 | 1-2 | 7-0 |
| 2    | Îles Féroé | 6   | 3 | 2 | 0 | 1 | 12 | 4  | +8   |  | Îles Féroé                 |  |     | 4-2 | 8-0 |
| 3    | Malte      | 6   | 3 | 2 | 0 | 1 | 9  | 8  | +1   |  | Malte                      |  |     |     | 5-3 |
| 4    | Andorre    | 0   | 3 | 0 | 0 | 3 | 3  | 20 | -17  |  | Andorre                    |  |     |     |     |

Départage des équipes à égalité

| Rang | Équipe     | Pts Groupe | Pts Égalité | Diff Égalité |
| ---- | ---------- | ---------- | ----------- | ------------ |
| 1    | Géorgie    | 6          | 3           | +1           |
| 2    | Îles Féroé | 6          | 3           | 0            |
| 3    | Malte      | 6          | 3           | -1           |

- Qualifié pour la phase de groupes
- Éliminé de la compétition

### Résultats et calendrier
Le lien « Rapport » en bas de chaque feuille de match permet de voir davantage de détails vers la source UEFA.
| 4 avril 2015 | Géorgie                        | 2 - 0   | Îles Féroé | Victor Tedesco Stadium, Ħamrun                            |                                                           |
| 11 h 00 HEC  | Matveeva 22e · Chichinadze 89e | (1 - 0) |            | Spectateurs : 30 Arbitrage : Yuliya Medvedeva-Keldyusheva | Spectateurs : 30 Arbitrage : Yuliya Medvedeva-Keldyusheva |
| 11 h 00 HEC  | Rapport                        |         |            | Spectateurs : 30 Arbitrage : Yuliya Medvedeva-Keldyusheva | Spectateurs : 30 Arbitrage : Yuliya Medvedeva-Keldyusheva |

|             | Andorre                                    | 3 - 5   | Malte                                              | Victor Tedesco Stadium, Ħamrun            |                                           |
| 14 h 15 HEC | López 3e · Gonçalves 57e · Fernández 90+3e | (1 - 4) | Cuschieri 5e 21e · Theuma 24e 51e · Carabott 45+2e | Spectateurs : 210 Arbitrage : Paula Brady | Spectateurs : 210 Arbitrage : Paula Brady |
| 14 h 15 HEC | Rapport                                    |         |                                                    | Spectateurs : 210 Arbitrage : Paula Brady | Spectateurs : 210 Arbitrage : Paula Brady |

| 6 avril 2015 | Îles Féroé                                                                                      | 8 - 0   | Andorre | Victor Tedesco Stadium, Ħamrun           |                                          |
| 11 h 00 HEC  | Andreasen 20e (pen.) 45+1e 83e (pen.) 90+2e · H. Sevdal 49e 62e · F. Danielsen 69e · Arge 90+3e | (2 - 0) |         | Spectateurs : 20 Arbitrage : Paula Brady | Spectateurs : 20 Arbitrage : Paula Brady |
| 11 h 00 HEC  | Rapport                                                                                         |         |         | Spectateurs : 20 Arbitrage : Paula Brady | Spectateurs : 20 Arbitrage : Paula Brady |

|             | Géorgie                | 1 - 2   | Malte                     | Victor Tedesco Stadium, Ħamrun             |                                            |
| 14 h 15 HEC | Chichinadze 55e (pen.) | (0 - 0) | Carabott 47e · Theuma 90e | Spectateurs : 210 Arbitrage : Dilan Gökçek | Spectateurs : 210 Arbitrage : Dilan Gökçek |
| 14 h 15 HEC | Rapport                |         |                           | Spectateurs : 210 Arbitrage : Dilan Gökçek | Spectateurs : 210 Arbitrage : Dilan Gökçek |

| 9 avril 2015 | Malte                      | 2 - 4   | Îles Féroé                                       | Victor Tedesco Stadium, Ħamrun             |                                            |
| 11 h 00 HEC  | Carabott 39e · M. Borg 49e | (1 - 2) | Andreasen 13e · Simonsen 15e · H. Sevdal 53e 90e | Spectateurs : 340 Arbitrage : Dilan Gökçek | Spectateurs : 340 Arbitrage : Dilan Gökçek |
| 11 h 00 HEC  | Rapport                    |         |                                                  | Spectateurs : 340 Arbitrage : Dilan Gökçek | Spectateurs : 340 Arbitrage : Dilan Gökçek |

|             | Andorre | 0 - 7   | Géorgie                                                            | Ta' Qali National Stadium, Ta' Qali                       |                                                           |
| 11 h 00 HEC |         | (0 - 4) | Matveeva 3e 6e · Chichinadze 25e · Tchkonia 26e 69e (pen.) 83e 85e | Spectateurs : 35 Arbitrage : Yuliya Medvedeva-Keldyusheva | Spectateurs : 35 Arbitrage : Yuliya Medvedeva-Keldyusheva |
| 11 h 00 HEC | Rapport |         |                                                                    | Spectateurs : 35 Arbitrage : Yuliya Medvedeva-Keldyusheva | Spectateurs : 35 Arbitrage : Yuliya Medvedeva-Keldyusheva |

## Meilleures buteuses
5 buts
- Rannvá Andreasen

4 buts
- Heidi Sevdal
- Khatia Tchkonia